# 穆舒德布爾烏帕齊拉
穆舒德布爾乌帕齐拉是孟加拉国吉大港縣的一个乌帕齐拉，位於達卡专区的戈巴爾甘尼縣。。

## 人口
據1991年孟加拉國人口普查，穆舒德布爾共有戶數49,965戶，人口269489人。其中男性佔比50.10%，女性佔比49.90%；成年人口132,738人。該地7歲以上人口之平均識字率為34.3%。